# Siegessäule
Siegessäule er en sejrssøjle som står i Großer Tiergarten på Strasse des 17. Juni i Berlin. Den 67 meter høje sejrssøjle blev oprindelig opstillet foran Rigsdagsbygningen i 1873 til minde om sejrene over Danmark i 1864, Østrig i 1866 og Frankrig i 1870/1871. Sejrssøjlen er udført i granit og bærer præg af 2. verdenskrig, søjlen er dekoreret med forgyldte kanonrør erobret fra fjenden i de tre krige. Øverst på Siegessäule findes den 35 tons tunge sejrsgudinde kaldet Guld-Else. Laurbærkransen hun holder i hånden peger i retning mod Paris.     
Sejrssøjlen blev oprindelig opstillet foran Rigsdagen i 1873 og indviet af Wilhelm l, men fik sin nuværende plads i 1939.